# Julianów (gmina Ożarów)
Julianów – wieś sołecka w Polsce położona w województwie świętokrzyskim, w powiecie opatowskim, w gminie Ożarów.
W latach 1954–1959 wieś należała do i była siedzibą władz gromady Julianów, po jej zniesieniu w gromadzie Ożarów. W latach 1975–1998 miejscowość należała administracyjnie do województwa tarnobrzeskiego.
Wieś znana w wieku XIX, niezamieszczona w spisie urzędowym z roku 1881.